# Teknival
Teknival je velký festival freetekno hudby, konaný v létě pod širým nebem za účasti mnoha soundsystémů a účastníků v různých zemích Evropy. Největších teknivalů se účastní desítky až stovky soundsystémů a desítky tisíc lidí. Teknival je otevřený pro všechny pozitivně naladěné účastníky – každý může přijet a hrát. Neexistuje ani žádné omezení ohledně hudebního stylu.
Teknivaly se pořádaly v Česku, Velké Británii, Kanadě, Itálii, Německu, Španělsku, Portugalsku, Ukrajině, Polsku, Bulharsku, Rumunsku, Rakousku, Slovensku a Japonsku.

## Významné teknivaly
- Česko
  - CzechTek (od 1994 – Hostomice)
  - CzaroTek

- Francie

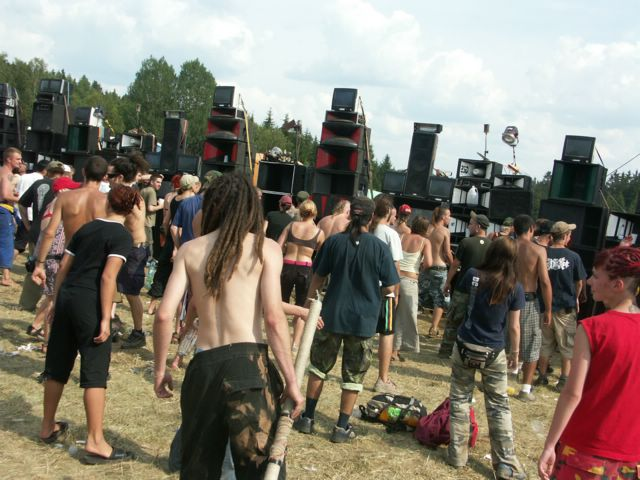
CzechTek 2004

  - několik velkých teknivalů ročně (40 000 – 100 000) lidí, první byl v roce 1993 v Bresles, blízko Beauvais
  - Teknival Toul
  - May Day teknival
  - Chavannes
  - Occitek (Occitania)
  - Port la Nouvelle
  - Lespignan (Fleury d'aude)
  - Euro Teknival
  - Teknival Off (Vieilles Charrues)
  - Revival Teknival
  - Col de l'Arche 2002

- Velká Británie

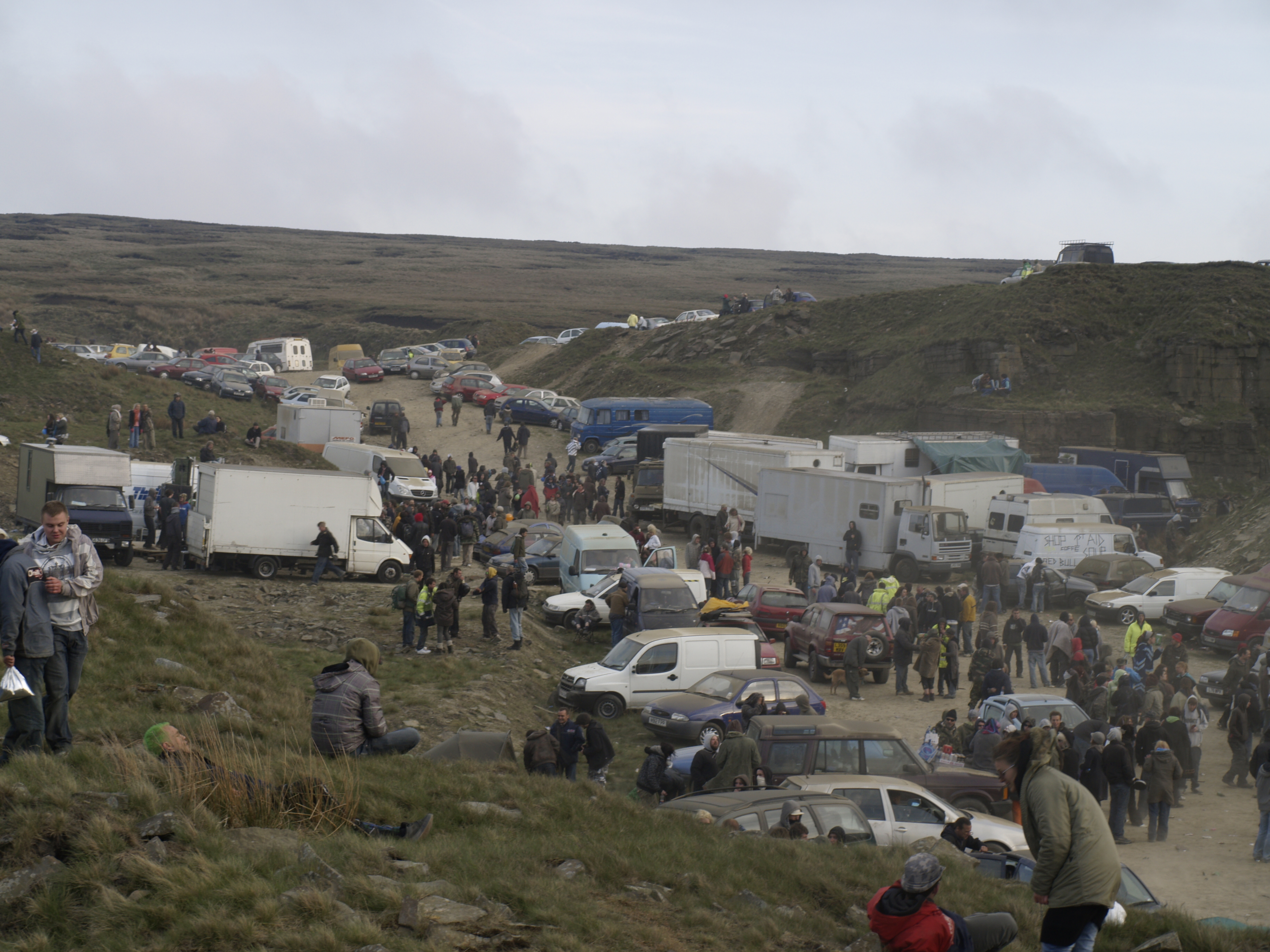
UK Tek 2008

- - Castlemorton Common Festival (1992-Somerset)
  - UKtek (Wales)
  - Scumtek (London)

- Německo
  - Easttek (od 2000)
  - Southtek

- Nizozemsko

- - Dutchtek (od 1998)

- Rakousko
  - A-Tek

- Itálie
  - Teknival de Rome
  - Summer Teknival

- Portugalsko
  - Boom Off Teknival

- Slovensko
  - SlovTek (od 1999)

- Polsko

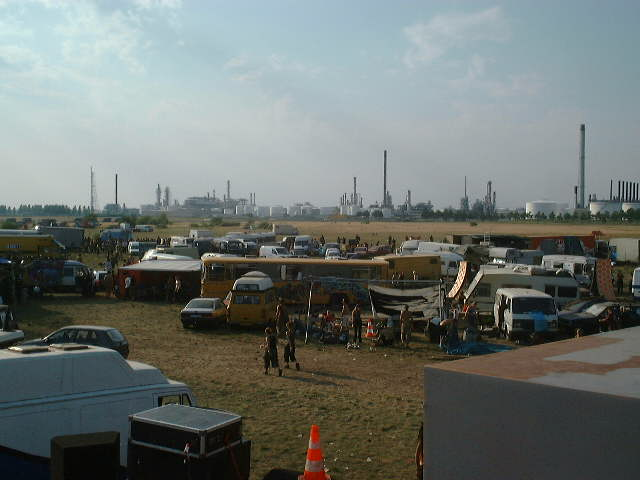
Dutchtek 2001

  - Centertek / Poltek (první roku 1999 – 45 sound systémů a 26 stagí z toho 8 českých, 6 polských, 3 francouzské, po dvou z Německa, Rakouska, Holandska a po jednom z Anglie, Itálie a Belgie)

- Bulharsko

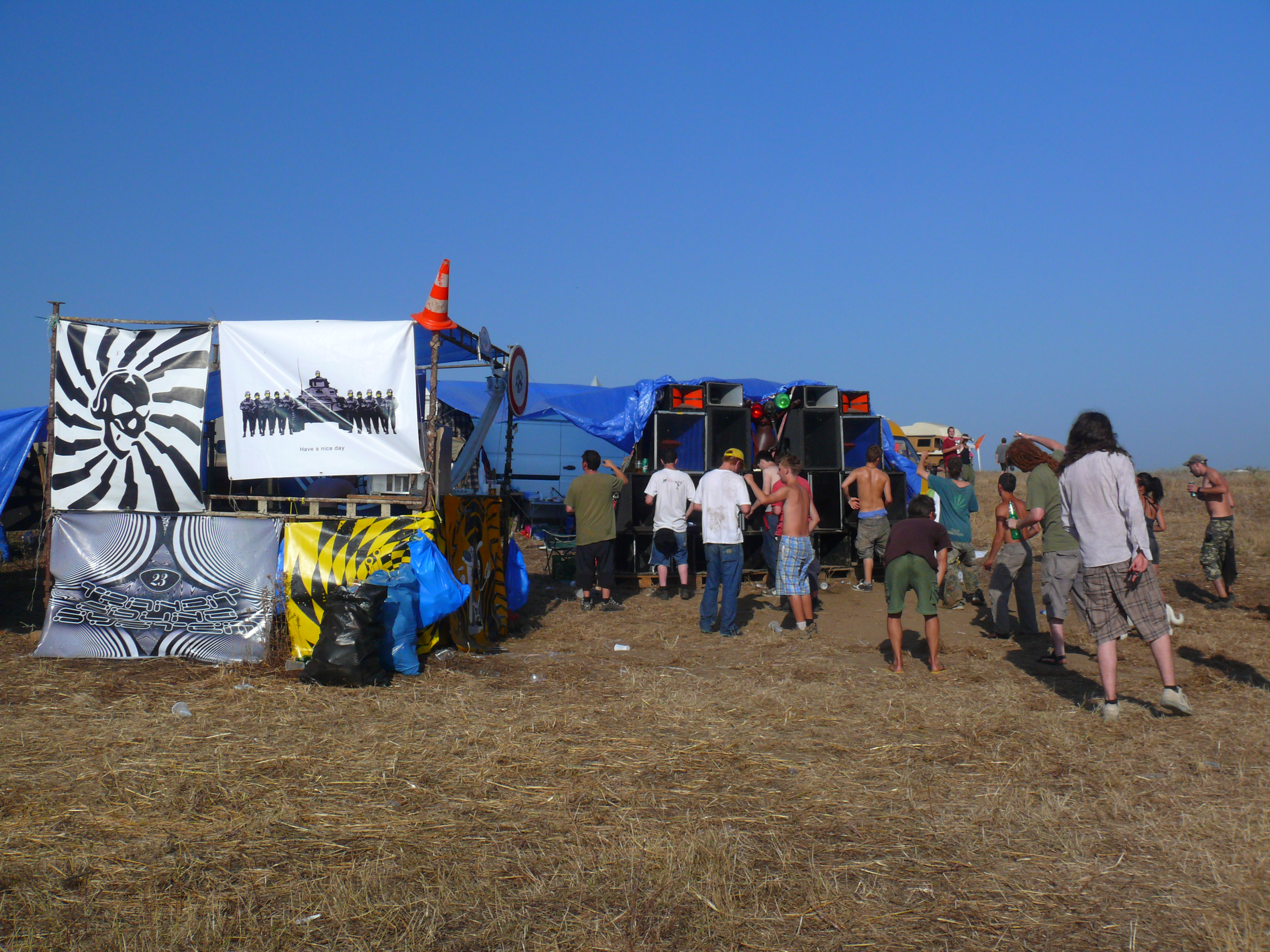
BulgariaTek 2008

- - BulgariaTek (první zorganizovali Vosa v roce 2003)

- Ukrajina
  - U-Tek (první zorganizovali Vosa & Aphrikka v roce 2006)

- Rumunsko
  - Rotek / Free Romania Teknival (od 2008)

- Rusko
  - Ru.Teknival / Teknival Russia (od 2011)

- Řecko
  - Helltek (Hellas)

- Kanada
  - NorthTek (Ontario)